# DB 474 sorozat
A DB 474 sorozat (mellékkocsija:DB 874) egy német villamosmotorvonat-sorozat. A Hamburgi S-Bahn hálózaton közlekedik.